# Allie Long
Alexandra « Allie » Linsley Long (appelée habituellement Allie Long  aux États-Unis), née à Huntington, dans l'État de New York, le 13 août 1987 est une joueuse américaine de soccer. Elle évolue à la position de milieu de terrain offensif.

## Carrière

### Club
Allie Long commence le soccer au High School de Northport.  Elle aide son club amateur Albertson Express à remporter quatre championnats consécutifs (2000-2004) dans la ligue régionale féminine de l'État de New York. Elle y remporte le prix de la joueuse MVP lors de la classique d'Orange en 2004.
Long effectue son soccer universitaire avec les Nittany Lions de l'Université Penn State en 2005-2006 et puis avec les Tar Heels de l'Université de Caroline du Nord en 2007- 2008. Elle reçoit deux fois le prix All-Big Ten et couronne sa carrière universitaire en aidant les Tar Hells à remporter le Championnat National NCAA de 2008. Elle est diplômée d'une licence en Sciences avec un certificat en sport.
En 2009, elle commence sa carrière professionnelle avec le club Washington Freedom dans la ligue Women's Professional Soccer. Elle y joue deux saisons avec un total de 39 matchs et fait 32 départs comme joueuse du onze partant. Devenue agent libre à l'intersaison 2010-11, elle signe avec le Sky Blue FC pour la saison 2011.
Durant l'intersaison américaine 2011-12, Long s’engage avec les féminines du Paris-St-Germain. qui évoluent dans le Championnat de France de football féminin.
Après la cessation des activités de la Women's Professional Soccer, Long signe avec le New York Fury pour la saison 2012.

### Carrière internationale
Long fut membre de l'équipe nationale des États-Unis de soccer féminin des moins de 20 ans avec laquelle elle a gagné une médaille d'or au Mondial féminin des moins de 20 ans de 2006  (FIFA U-20 Women's World Cup). Elle a été aussi membre de l'équipe nationale des États-Unis de soccer féminin des moins de 23 ans.

## Palmarès
- Vainqueur de la Coupe du monde 2019 avec l'équipe des États-Unis